# محمد عبد الفضيل شوشة
اللواء أركان حرب محمد عبد الفضيل شوشة عسكري ورجل دولة مصري. تخرج في الكلية الحربية، ثم كلية القادة والأركان. تولى سابقاً قيادة وحدات الصاعقة وقوات حرس الحدود، وعين محافظاً لجنوب سيناء ومحافظا لشمال سيناء.